# Marcel Moreau
Marcel Moreau (Boussu, 16 aprile 1933 – Bobigny, 4 aprile 2020) è stato uno scrittore belga di lingua francese.
Proveniente da un ambiente della classe operaia in cui regnava, come egli stesso disse, "un [...] puro vuoto culturale, [...] una totale assenza di punti di riferimento per la mente", perse suo padre a quindici anni e interruppe i suoi studi poco più tardi. Si è poi dedicato a diversi mestieri fino a diventare aiutante contabile a Bruxelles per il quotidiano Le Peuple, quindi nel 1955 correttore di bozze per il quotidiano Le Soir.
Nel 1963 pubblicò il suo primo romanzo Quintes, elogiato in particolare da Simone de Beauvoir. Seguiranno Bannière de bave (1965), La Terre infestée d'hommes (1966) e Le Chant des paroxysmes (1967).
Si trasferì a Parigi nel 1968 dove continuò il suo lavoro come correttore di bozze. Ha lavorato per Alpha Encyclopédie, Le Parisien libéré nel 1971 e per Le Figaro. Effettuerà numerosi viaggi in URSS, India, Camerun, Cina, Iran, Nepal, Canada, Messico, Stati Uniti e si legherà a diverse personalità tra cui Roland Topor, Anaïs Nin, Jean Dubuffet e Jean Paulhan.
Considerato uno scrittore di nicchia, con un particolare stile verbale, organico, tinto di lirismo e volo parossistico, è autore di un considerevole numero di opere.
Nel 2006, ha ricevuto il Premio di letteratura francofona Jean Arp per tutto il suo lavoro.

## Biografia
Marcel Moreau è nato nel 1933 a Boussu nel Borinage, regione mineraria del Belgio. Nato in una famiglia povera, il padre Nazaire era un riparatore di tetti, mentre la madre Louise si occupava della casa. Ha conservato fin dalla sua infanzia il ricordo di una vita interiore posta sotto il segno della trasgressione.
Nel 1948, suo padre morì per le complicazioni a causa di una caduta, mentre Marcel, che aveva interrotto gli studi, aveva appena iniziato ad impegnarsi in una rubinetteria. Fu durante questo stesso periodo che si appassionò alla lettura. Leggeva freneticamente Zola, Dostoevskij e molti altri. Nel 1953, Moreau venne licenziato.
Entrò nel giornale Le Peuple come assistente contabile, poi, nel 1955, divenne correttore presso Le Soir a Bruxelles. Continuò le sue letture, corrispondeva a scrittori come Camus e si lanciò nel 1956 nella scrittura di Quintes, il suo primo libro.
È anche il momento di un'importante scoperta, quella di Nietzsche, che chiamerà il suo "maestro". Viaggiò quindi in Russia nel 1961, poi in Spagna e Jugoslavia.
Il libro fu subito elogiato dall'ambiente letterario dell'epoca: tra gli altri Simone de Beauvoir e Alain Jouffroy, che lo portarono a Gallimard. Questo primo romanzo rivela una scrittura poetica originale, profonda, ritmata e costituisce per Moreau una vera seconda nascita.
Le opere successive apparvero entrambe nel 1966, rispettivamente pubblicate da Gallimard e Buchet-Chastel, grandi romanzi lirici e barbarici che continuano la lotta di Quintes per una vera conoscenza della vita e del sé. L'anno seguente, la madre di Moreau morirà. L'autore pubblicherà Le Chant des paroxysmes, il suo primo tentativo letterario, seguito nello stesso volume de La Nukaï, una sorta di giornale sia intimo che fittizio in cui critica il mondo degli uffici sostenendo l'uomo che cerca di conoscersi e liberarsi dagli effetti di una vita vissuta in modo disordinato, nella vicinanza ardente dei propri demoni.

### L'arrivo a Parigi
Nel 1968, Marcel Moreau si trasferì a Parigi con la famiglia, assunto come correttore di bozze per le edizioni Alpha. Pubblica un nuovo romanzo, stavolta epistolare, Écrits du fond de l'amour, in cui il sentimento dell'amore e il canto dei blasoni femminili sono al centro della scena per la prima volta. La scelta di questo genere obsoleto, utilizzato principalmente nei secoli XVIII e XIX, mostra un certo classicismo e il desiderio dell'autore di non arrendersi ai giochi formali, molto popolari all'epoca.
Moreau riceverà l'incoraggiamento di Anaïs Nin, con cui corrisponderà da allora in poi, e che diventerà sua amica e una delle sue più ferventi sostenitrici. Presto conobbe anche il pittore Dubuffet.
Il 1971 è l'anno di Julie o Dissolution, il suo romanzo più conosciuto. L'opera è di uno stile conciso e vivace, diverso dalle opere precedenti. Riceverà il Charles Plisnier Award per questo libro.
Ma l'anno 1972 fu anche quello del suo naufragio sull'Heleanna, durante un viaggio in Grecia. Sfugge a malapena alla morte e ne rimarrà profondamente segnato.
Entra come correttore di bozze al Le Parisien libéré nel 1972 e pubblica, con Christian Bourgois, La Pensée mongole, secondo saggio lirico. Difende le sue visioni filosofiche, etiche ed estetiche attingendo l'aura dei grandi popoli barbari, istintivi e stilizzati e lancia un nuovo grave attacco agli eccessi del razionalismo mentre ripete il suo ateismo e la sua avversione per gli idoli moderni, affermando l'onnipotenza del verbo.
Moreau difende la possibilità della conoscenza di sé attraverso gli abissi e spiega come gli istinti possano essere per gli umani, grazie al verbo e al suo potere di educarli, la fonte della conoscenza autentica, libera da ogni macchia razionale.
Nel 1977, ha ricevuto il premio letterario Canada-Communauté française de Belgique per tutto il suo lavoro. Lo stesso anno morirà la sua amica Anaïs Nin.

### Gli anni bui
À Dos de Dieu e Orgambide appaiono nel 1980, e apriranno il periodo più oscuro dello scrittore, perseguitato dalla questione della morte e del corpo che invecchia. Marcel Moreau divorzia un anno dopo, ma i libri si susseguono: Moreaumachie, Kamalalam, Cahiers caniculaires, Saulitude.
Riceve il premio della città di Mons nel 1983, per Orgambide, ma non è abbastanza per placare le grandi domande esistenziali che lo attraversano. Ha iniziato a scrivere Monstre, che è uscito nel 1986, quindi Issue sans issue, lo stesso anno.
Pubblicherà anche Le Grouilloucouillou, con Topor e Treize portraits, con Antonio Saura (1987).
Se la crisi che è sua in questi anni lo raggiunge profondamente e lo esaurisce (pensa persino al suicidio più volte), è paradossalmente il periodo più fertile di tutto il suo lavoro, dal momento che pubblica ancora dall'inizio alla fine Amours à en mourir (1988), Opéra gouffre (1988), Mille voix rauques (1989), Neung, conscience fiction (1990), Grimoires et moires avec Michel Liénard(1991), Chant de la tombée des jours (1992), Le Charme et l’épouvante (1992), Stéphane Mandelbaum (1992), Noces de mort (1993), Tombeau pour les enténébrés (1993). L'opera che lo contraddistingue Bal dans la tête, verrà pubblicata nel 1995.

### Morte
Marcel Moreau muore di COVID-19 il 4 aprile 2020 a Bobigny.

## Vita privata
Si sposò nel 1957; dal matrimonio nasceranno due figli.

## Opere
- Quintes, Buchet-Chastel, 1962
- Bannière de bave, Gallimard, 1966
- La Terre infestée d'hommes, Buchet-Chastel, 1966
- Le chant des paroxysmes, Buchet-Chastel, 1967
- Écrits du fonds de l'amour, Buchet-Chastel, 1968
- Julie ou la dissolution, C. Bourgois, 1971
- La Pensée mongole, Christian Bourgois, 1972; Ether vague, 1991
- L'Ivre livre, Christian Bourgois, 1973
- Le Bord de mort, Christian Bourgois, 1974
- Les Arts viscéraux, Christian Bourgois, 1975; Ether vague, 1994
- Sacre de la femme, Christian Bourgois, 1977; Ether vague, 1991
- Discours contre les entraves, C. Bourgois, 1979
- A dos de Dieu ou l'ordure lyrique, Luneau Ascot, 1980
- Orgambide scènes de la vie perdante, Luneau Ascot, 1980
- Moreaumachie, Buchet-Chastel, 1982
- Cahier caniculaires, Lettres Vives, 1982
- Kamalalam, L'Age d'homme, 1982
- Saulitude, photographs by Christian Calméjane, Accent, 1982
- Incandescence and Egobiographie tordue, Labor, 1984
- Monstre, Luneau Ascot, 1986
- Issue sans issue, Ether vague, 1986 & 1996
- Le Grouilloucouillou, in collaborazione con Roland Topor, Atelier Clot, Bramsen et Georges, 1987
- Treize portraits, in collaborazione con Antonio Saura, Atelier Clot, Bramsen, et Georges, 1987
- Amours à en mourir, Lettres Vives, 1988
- Opéra gouffre, La Pierre d'Alun, 1988
- Mille voix rauques, Buchet-Chastel, 1989
- Neung, conscience fiction, L'Ether Vague, 1990
- L'Œuvre Gravé, Didier Devillez, 1992
- Chants de la tombée des jours, Cadex, 1992
- Le charme et l'épouvante, La Différence, 1992
- Noces de mort, Lettres Vives, 1993
- Stéphane Mandelbaum, D. Devillez, 1992
- Tombeau pour les enténébrés, L'Ether Vague, 1993
- Bal dans la tête, La Différence, 1995
- La compagnie des femmes, Lettres Vives, 1996
- Insensément ton corps, Cadex, 1997
- Quintes, Mihaly, 1998
- La jeune fille et son fou, Lettres vives, 1998
- Extase pour une infante roumaine, Lettres Vives, 1998
- La vie de Jéju, Actes Sud, 1998